# S. A. Agulhas
Die S. A. Agulhas ist ein südafrikanisches, als Eisbrecher ausgelegtes Forschungsschiff, das 1977 von der Werft Mitsubishi Heavy Industries in Shimonoseki, Japan gebaut wurde, benannt ist sie nach dem Kap Agulhas.

## Einsätze
Die S. A. Agulhas wird zur Versorgung von südafrikanischen Forschungsstationen eingesetzt. Dazu gehören die SANAE-IV-Station in der Antarktis, die Forschungsstation auf der Marion-Insel im Indischen Ozean sowie die Wetterstation auf der Gough-Insel im südatlantischen Ozean. Die S. A. Agulhas bringt außerdem Post, Fracht und Passagiere nach Tristan da Cunha.
Im Juni 2002 befreite die S. A. Agulhas die auf der Magdalena Oldendorff in der Muskegbukta festsitzenden Forscher der 20. indischen Antarktisexpedition.

## Schiffsdaten
Das Schiff ist 109,5 m lang und 18,05 m breit, hat einen Tiefgang von 6 m und eine Verdrängung  von 5.353 t. Die Besatzung besteht aus 40 Personen zusätzlich bietet das Schiff Platz für bis zu 98 Wissenschaftler. Die Vermessung des Schiffes beträgt 6.122 BRZ und 2.588 NRZ.
Als Antriebsanlage dienen zwei Sechszylinder-Viertakt-Dieselmotoren Mirrlees KMR6 mit einer Gesamtleistung von 4.476 kW, die über Getriebe auf einen Verstellpropeller wirken. Die Reisegeschwindigkeit beträgt 12,5 kn. Zur besseren Manövrierbarkeit dienen ein Bugstrahlruder von 750 PS sowie ein Heckstrahlruder von 500 PS. Die S. A. Agulhas kann circa 90 Tage auf See verbleiben, ihre maximale Fahrtstrecke beträgt 21.000 sm.